# Gonçalo Garcia
Gonçalo Garcia, O.F.M. (Baçaim, 1556 – Nagasaki, 5 de fevereiro de 1597), nasceu em Baçaim, na Índia portuguesa, filho de pai português e mãe indiana. Foi canonizado pela Igreja Católica em 1862, por decisão do Papa Pio IX. Pertencente à ordem dos franciscanos, foi executado no Japão a mando de Toyotomi Hideyoshi.
Na Ásia frequentou o colégio dos Jesuítas e foi viver para Macau, onde trabalhou cinco anos como comerciante.
Após isso, deixou esta cidade para se tornar frade da Ordem de São Francisco, em Manila, donde partiu para o Japão em 1593, como intérprete dos missionários e pregador. 
Devido à animosidade do imperador e seu povo, que estavam desagradados da política ocidental especialmente a espanhola que entretanto comandava a portuguesa, foi crucificado e trespassado por lanças numa colina de Nagasaki, juntamente com vinte e cinco outros cristãos igualmente também conhecidos por isso como "Os 26 Mártires do Japão", a 6 de fevereiro de 1597.